# Stray Kids (programa de televisión)
Stray Kids (hangul: 스트레이 키즈) es un show de supervivencia creado por JYP Entertainment y Mnet. Fue un proyecto para el debut de ídolos masculinos con el concepto de ganarle a J.Y. Park. Se transmitió en Mnet del 17 de octubre al 19 de diciembre de 2017, los viernes a las 3:00 (KST) y contó con diez episodios..  

## Antecedentes y concepto
A fines de enero de 2017, se informó que JYP Entertainment, el hogar de los grupos de ídolos masculinos de 2PM y GOT7, estrenaría una nueva temporada del reality show de 2015 SIXTEEN en la segunda mitad del año. Sin embargo, se reveló el  mes posterior que la agencia lanzaría un proyecto de debut de ídolos masculinos con un concepto completamente diferente al de SIXTEEN. El programa saldría al aire en otoño, pero el debut podría ocurrir en 2018.
A principios de septiembre, se confirmó que el programa no tendría las limitaciones de temporadas pasadas. Los participantes en lugar de sobrevivir para convertirse en un equipo, tendrían que trabajar hacia el objetivo de debutar en conjunto. 
El grupo de participantes se basó en la selección interna de la empresa y los aprendices tendrán que realizar canciones originales y coreografías autogestionadas, para ser juzgados en habilidades individuales y trabajo en equipo. También deberán superar misiones inesperadas para ganar la supervivencia de «aprendices contra JYP». El programa también incluyó la mirada detrás de escena de las vidas diarias de los aprendices y su showcase realizado en agosto.
El 21 de septiembre, JYP Entertainment dio a conocer el título del programa, Stray Kids, junto con su logotipo y los canales de redes sociales. Cinco días después, se lanzó un teaser del video musical titulado «Hellevator» en el que participaron los miembros. La versión completa estaba programada para ser lanzada el 3 de octubre, pero se retrasó hasta el 6. La primera imagen teaser con los nueve miembros se dio a conocer el día 9 de octubre.
Los miembros eran sometidos a diferentes pruebas y/o misiones que iban desde creación de canciones coreografías, hasta presentaciones (frente a un público real) y performances para demostrar todas sus habilidades musicales y personales. Las habilidades a considerar eran: habilidad vocal, en baile, en rap, e incluso temas de personalidad (carisma, humildad, y solidaridad).

## Participantes
| Nombre                  | Hangul | Fecha de nacimiento      | Notas |
| ----------------------- | ------ | ------------------------ | --- |
| Bang Chan               | 방찬   | 3 de octubre de 1997     | Es el líder del grupo. Se unió a JYPE en 2010 tras pasar una audición en Australia. Solía entrenar con los miembros de Got7, Day6 y Twice. |
| Lee Know                | 이민호 | 25 de octubre de 1998    | Fue back-up dancer del grupo BTS. Es el líder de DanceRacha Stray Kids.                                                                    |
| Changbin\|Seo Chang-bin | 서창빈 | 11 de agosto de 1999     | Fue aprendiz durante dos años. |
| Hyunjin                 | 황현진 | 20 de marzo de 2000      | Fue aprendiz durante dos años. |
| Han                     | 한지성 | 14 de septiembre de 2000 | Solía vivir y estudiar en Malasia. |
| Yongbok                 | 이용봌 | 15 de septiembre de 2000 | Nació en Australia. |
| Seungmin                | 김승민 | 22 de septiembre de 2000 | Se unió a la agencia después de ganar el puesto número dos en "JYPE 13th Open Audition".                                                   |
| I.N\|Yang Jeong-in      | 양정인 | 8 de febrero de 2001     | Nació en Busan. |

- Bang Chan, Seo Chang-bin y Han Ji-sung forman parte de un grupo de rap llamado "3Racha". El trío lanzó varias mixtapes de composición propia que se subieron a Internet.[18][20]

### Eliminación
Lee Min-ho y Lee Felix fueron eliminados del grupo en el cuarto y octavo episodio, respectivamente, pero ambos regresaron en el noveno.

## Resultado
Los nueve participantes de Stray Kids debutaron oficialmente en marzo de 2018 con el lanzamiento de su extended play (EP) titulado I Am Not.